# Cohennoz
Cohennoz är en kommun i departementet Savoie i regionen Auvergne-Rhône-Alpes i sydöstra Frankrike. Kommunen ligger i kantonen Ugine som tillhör arrondissementet Albertville. År 2022 hade Cohennoz 140 invånare.

## Befolkningsutveckling
Antalet invånare i kommunen Cohennoz
| Referens: INSEE |